# Marcos Senesi
Marcos Nicolás Senesi Barón (Concordia, 10 mei 1997) is een Argentijns-Italiaans voetballer die doorgaans speelt als centrale verdediger. In augustus 2022 verruilde hij Feyenoord voor Bournemouth. Senesi maakte in 2022 zijn debuut in het Argentijns voetbalelftal.

## Clubcarrière

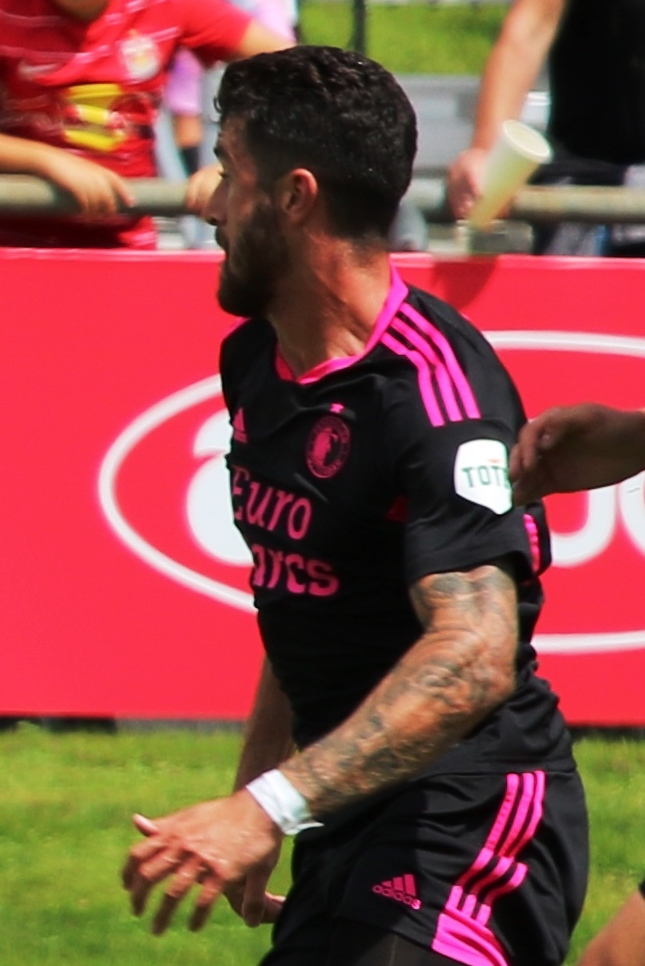
Senesi spelend voor Feyenoord

Senesi speelde in de jeugdopleiding van San Lorenzo. Zijn debuut in het eerste elftal maakte hij op 25 september 2016, toen met 1–1 gelijkgespeeld werd tegen Patronato. Emmanuel Mas scoorde eerst in eigen doel en zette San Lorenzo daarna op gelijke hoogte door aan de overkant tot een treffer te komen. Tijdens deze wedstrijd mocht Senesi in de basis starten en hij speelde het hele duel mee. Op 16 september 2017 kwam de verdediger voor het eerst tot scoren. Tegen Arsenal de Sarandí tekende hij voor het enige doelpunt van de wedstrijd.
Hij tekende in september 2019 een contract tot medio 2023 bij Feyenoord, dat circa zeven miljoen euro voor hem betaalde. Hij debuteerde op 22 september tegen FC Emmen, waartegen hij mocht invallen. De wedstrijd eindigde in 3–3. Zijn basisdebuut volgt op 20 oktober, in de thuiswedstrijd tegen Heracles Almelo. Op 10 november 2019 maakte Senesi zijn eerste doelpunt voor Feyenoord, de 3–2 in een thuiswedstrijd tegen RKC Waalwijk. In het seizoen 2021/22 bereikte hij met Feyenoord de finale van de UEFA Europa Conference League, waarin met 1–0 verloren werd van AS Roma door een doelpunt van Nicolò Zaniolo.
Begin augustus 2022 verkaste Senesi voor circa vijftien miljoen euro naar Bournemouth. Bij de Engelse club zette hij zijn handtekening onder een verbintenis voor de duur van vier seizoenen.

## Clubstatistieken
| Seizoen | Club        | Competitie       | Competitie | Competitie | Beker | Beker | Internationaal | Internationaal | Overig | Overig | Totaal | Totaal |
| Seizoen | Club        | Competitie       | Wed.       | Dlp.       | Wed.  | Dlp.  | Wed.           | Dlp.           | Wed.   | Dlp.   | Wed.   | Dlp.   |
| ------- | ----------- | ---------------- | ---------- | ---------- | ----- | ----- | -------------- | -------------- | ------ | ------ | ------ | ------ |
| 2016/17 | San Lorenzo | Primera División | 11         | 0          | 0     | 0     | 0              | 0              | —      | —      | 11     | 0      |
| 2017/18 | San Lorenzo | Primera División | 13         | 1          | 3     | 0     | 2              | 0              | —      | —      | 18     | 1      |
| 2018/19 | San Lorenzo | Primera División | 23         | 0          | 3     | 0     | 6              | 0              | —      | —      | 32     | 0      |
| 2019/20 | San Lorenzo | Primera División | 4          | 0          | 0     | 0     | 7              | 0              | —      | —      | 11     | 0      |
| 2019/20 | Feyenoord   | Eredivisie       | 16         | 1          | 4     | 1     | 5              | 0              | —      | —      | 25     | 2      |
| 2020/21 | Feyenoord   | Eredivisie       | 32         | 3          | 2     | 0     | 5              | 0              | 2      | 0      | 41     | 3      |
| 2021/22 | Feyenoord   | Eredivisie       | 32         | 2          | 1     | 0     | 17             | 1              | —      | —      | 50     | 3      |
| 2022/23 | Bournemouth | Premier League   | 31         | 2          | 3     | 0     | —              | —              | —      | —      | 34     | 2      |
| 2023/24 | Bournemouth | Premier League   | 31         | 4          | 5     | 0     | —              | —              | —      | —      | 36     | 4      |
| 2024/25 | Bournemouth | Premier League   | 14         | 0          | 2     | 0     | —              | —              | —      | —      | 16     | 0      |
| Totaal  | Totaal      | Totaal           | 207        | 13         | 23    | 1     | 42             | 1              | 2      | 0      | 274    | 15     |

Bijgewerkt op 17 april 2025.

## Interlandcarrière
Senesi maakte zijn debuut in het Argentijns voetbalelftal op 5 juni 2022, toen in een vriendschappelijke wedstrijd met 5–0 gewonnen werd van Estland. Alle doelpunten werden gemaakt door Lionel Messi. Senesi moest van bondscoach Lionel Scaloni op de reservebank beginnen en mocht zeventien minuten na rust invallen voor Lisandro Martínez.
In oktober 2022 werd Senesi door Scaloni opgenomen in de voorselectie van Argentinië voor het WK 2022. Voor de definitieve selectie was hij een van de afvallers.
| Interlands van Marcos Senesi voor Argentinië | Interlands van Marcos Senesi voor Argentinië | Interlands van Marcos Senesi voor Argentinië | Interlands van Marcos Senesi voor Argentinië | Interlands van Marcos Senesi voor Argentinië | Interlands van Marcos Senesi voor Argentinië |
| №                                            | Datum                                        | Wedstrijd                                    | Uitslag                                      | Competitie                                   | Goals                                        |
| Als speler bij Feyenoord                     | Als speler bij Feyenoord                     | Als speler bij Feyenoord                     | Als speler bij Feyenoord                     | Als speler bij Feyenoord                     | Als speler bij Feyenoord                     |
| -------------------------------------------- | -------------------------------------------- | -------------------------------------------- | -------------------------------------------- | -------------------------------------------- | -------------------------------------------- |
| 1                                            | 5 juni 2022                                  | Argentinië – Estland                         | 5 – 0                                        | Vriendschappelijk                            |                                              |

Bijgewerkt op 17 april 2025.